# Anthony Taugourdeau
Anthony Michel Taugourdeau (ur. 3 czerwca 1989 w Marsylii) – francuski piłkarz występujący na pozycji pomocnika w LR Vicenza.

## Kariera klubowa
Grę w piłkę nożną rozpoczął w wieku 6 lat w AS Sainte-Marguerite. Następnie szkolił się w Aubagne FC, FC Martigues oraz AS Cannes. W 2008 roku przeniósł się do Włoch, gdzie został graczem AC Pisa 1909. W trakcie swojej kariery grał także w takich zespołach, jak Carpi FC 1909, UC AlbinoLeffe, AC Prato, Santarcangelo Calcio, Piacenza Calcio 1919, Trapani Calcio, Venezia FC oraz LR Vicenza.